# 科洛西米
科洛西米（義大利語：Colosimi），是意大利科森扎省的一个市镇。总面积24平方公里，人口1353人，人口密度56.4人/平方公里（2009年）。ISTAT代码为078043。